# Joan Mateu i Bagaria
Joan Mateu i Bagaria, conegut artísticament com a Joan Mateu (Salt, Gironès, 2 de març de 1976), és un artista multidisciplinari català amb projecció internacional, especialitzat en pintura figurativa i espais urbans.
L'any 1999 va anar a viure a Barcelona, on va estudiar Arts Aplicades a l'Escola de la Llotja; malgrat sempre havia treballat l'aquarel·la, la pintura acrílica va esdevenir el seu nou mitjà d'expressió. El 2002 va fer la seva primera exposició individual amb gran èxit, i a partir d'aquest moment va arrencar la seva carrera artística i va començar a exposar amb regularitat a diferents galeries tant d'Europa com dels Estats Units, guanyant diversos premis.
Va editar MATEU, el seu primer llibre, amb RBA Editores/La Magrana, i el 2011 va pintar el presbiteri de la capella de Praia de Guarativa a Salvador de Bahia (Brasil) i va fer el polèmic cartell de Fires de Girona (la Catedral de Girona). L'any següent va publicar juntament amb l'escriptor Vicenç Pagès El llibre de l'any, en el que hi apareixien 53 il·lustracions seves. A finals de 2012 va decidir fer un tomb important en el seu estil de treball. La seva predilecció per la figura humana (influenciada per Vermeer i Edward Hopper, entre d'altres).

## Premis
- 2003: menció d'honor del 45è Premi de Pintura Jove de la Sala Parés,[9] amb l'obra Espera
- 2007: premi Ricard Camí, amb l'obra Interiors[10]
- 2007: segon premi del Premi La Mutua de Granollers[9]
- 2011: dos premis Arte Laguna de Venècia[11]